# بقراط ۱۴۳۶۷
سیارک ۱۴۳۶۷ (به انگلیسی: 14367 Hippokrates، نامگذاری:1988RY3) چهارده هزار و سیصد و شصت و هفتمین سیارک کشف شده‌است که در ۸ سپتامبر ۱۹۸۸ کشف شد.
قدر مطلق سیارک برابر ۱۴٫۲۰ است.